# Discographie d'Anne Sylvestre
 (septembre 2016).
Si vous disposez d'ouvrages ou d'articles de référence ou si vous connaissez des sites web de qualité traitant du thème abordé ici, merci de compléter l'article en donnant les références utiles à sa vérifiabilité et en les liant à la section « Notes et références ».
Cet article regroupe la discographie d'Anne Sylvestre.

## Discographie adulte

### Enregistrements en studio

#### Albums
La date indiquée pour les albums ci-dessous est celle de leur première sortie (33 tours pour les premiers, CD pour les plus récents).

## Discographie pour enfants

### Premières fabulettes
Les titres du 33 tours (LP) de 1969 sortent la même année en trois supers 45 tours (EP),,. L'album est ressorti en CD en 1989.

### Le coffret de l'intégrale[7]
L'intégrale de presque toutes les fabulettes, qui inclut toutes celles de 1962 et quatre de celles de 1969 (Le petit maçon, Une dame de Dijon, Chat c'est toi l'chat, C'est un veau), et dont beaucoup d'autres sont sorties en vinyle dans les collections Mercredisque ou ABCDisque à partir de 1976, est maintenant réunie dans un coffret de 18 CD chez EPM. Les dates indiquées ci-dessous correspondent à la première édition en Compact Disc.